# بانگتایی
بانگتایی (به لاتین: Bangtaesan) یک کوه در کره جنوبی است که در کره جنوبی واقع شده‌است. بانگتایی ۱٬۴۴۴ متر بالاتر از سطح دریا واقع شده‌است.